# BP Gruis
BP Gruis (BP Gru / HD 217522 / HIP 113711) es una estrella variable en la constelación de la Grulla. De magnitud aparente media +7,53, se encuentra a 312 años luz de distancia del sistema solar.
BP Gruis es una estrella químicamente peculiar catalogada como Ap o más específicamente como A5 SrEuCr. Con una temperatura efectiva entre 6545 y 6750 K, es una de las estrellas Ap más frías.
Tiene una luminosidad 7,1 veces mayor que la luminosidad solar, siendo su velocidad de rotación proyectada de 2,5 km/s. Su masa es de 1,49 masas solares y su edad se estima en algo más de 2100 millones de años. Su metalicidad parece ser notablemente superior a la del Sol ([Fe/H] = +0,75).
BP Gruis es una estrella Ap de oscilaciones rápidas (roAp), condición que comparte con 10 Aquilae y la estrella de Przybylski. Clasificada como variable Alfa2 Canum Venaticorum, la amplitud de su variación es de 0,004 magnitudes.